# Генрих VI (пфальцграф Рейнский)
Генрих VI (II) Младший (нем. Heinrich (VI.) II. der Jüngere von Braunschweig; ок. 1196 — 16 или 26 апреля 1214) — пфальцграф Рейнский с 1212 года из рода Вельфов.

## Биография
Единственный сын пфальцграфа Генриха I (ум. 1227) и его жены Агнессы фон Штауфен.
Воспитывался при дворе английского короля Иоанна Безземельного — своего двоюродного деда. Вернулся в Германию в 1211/1212 году.
Стал пфальцграфом Рейнским в 1212 году, когда его отец Генрих I по политическим причинам отказался от этого титула в пользу сына.
В политическом плане Генрих Младший поддерживал сначала Оттона Брауншвейгского — своего дядю, но в 1213 году перешёл на сторону Фридриха II Штауфена.
Генрих II был женат (1212) на Матильде Брабантской (1200-1267), дочери брабантского герцога Генриха I. В силу малолетства жены детей в этом браке не было.
Генрих Младший умер 16 или 26 апреля 1214 года и был похоронен в монастыре Шёнау (под Гейдельбергом).
После его смерти император Фридрих II передал пфальцграфство Рейнское герцогу Людвигу I Баварскому как ближайшему родственнику (мужу сестры Генриха II).
Матильда Брабантская в 1224 году вышла замуж за Флориса IV, графа Голландии.